# دی ویلپ
دی ویلپ (به هلندی: De Wilp) یک منطقهٔ مسکونی در هلند است که در Westerkwartier واقع شده‌است. دی ویلپ ۹٫۱۷ کیلومتر مربع مساحت و ۱٬۵۰۰ نفر جمعیت دارد.